# Maurits Verdonck
Mauritius Augustus Verdonck (ur. 21 kwietnia 1879 w Gandawie, zm. 1 marca 1968 w Gentbrugge) – belgijski wioślarz, medalista olimpijski i mistrz Europy.

## Życiorys
Verdonck był uczestnikiem igrzysk olimpijskich w 1900 w Paryżu. Jako reprezentant belgijskiego klubu Royal Club Nautique de Gand wystartował w ósemce, w której wraz z kolegami z klubu zdobył srebrny medal.
W tym samym roku zwyciężył w ósemce na mistrzostwach Europy w Paryżu.